# Коновалово (Бурынский район)
Коновалово (укр. Коновалове) — село,
Гвинтовский сельский совет,
Бурынский район,
Сумская область,
Украина.
Код КОАТУУ — 5920982402. Население по переписи 2001 года составляло 96 человек .

## Географическое положение
Село Коновалово находится между сёлами Гвинтовое и Александровка (2-3 км).
К селу примыкает большой массив ирригационных каналов.
По селу протекает пересыхающий ручей с запрудой.

## Экономика
- Птице-товарная ферма.